# Pohjanmaa (минный заградитель)
Минный заградитель «Похьянмаа» (фин. Miinalaiva Pohjanmaa) — минный заградитель, состоящий на вооружении ВМС Финляндии. Флагманский корабль финского флота, идентификационный код — ICE-1A.

## История
Построен в 1978 году на верфях Хельсинки под руководством компании «Вяртсиля». Название корабля восходит к старинному финскому названию провинции Остроботния — Похьянмаа (в честь той же провинции Финляндии в 1770-х годах был также назван тип гребных кораблей шведского шхерного флота).
Старошведскому слову «pojama» — типу кораблей шведского шхерного флота, которые появились в 1770-х годах. До 1992 года был учебным кораблём Морской академии Финляндии, заменив «Матти Курки». После окончательной доработки «Похьянмаа» заменил старый заградитель «Руотсинсалми». В 1992 году перешёл в состав флота Финского залива, с 1996 по 1998 стоял на ремонте. В ходе ремонта старое 120-мм орудие было убрано, и техники установили 57-мм автоматическую пушку Bofors, которая могла уверенно бороться с воздушными целями. В 2007 году был перекрашен в серый цвет, а одна из его зенитных пушек была убрана и заменена гидравлическим краном.

## Деятельность
10 мая 1982 отправился в кругосветное путешествие, как это делал его предшественник «Суомен Йоутсен». Также ежегодно «Похьянмаа» совместно с новобранцами совершает путешествие в бразильский Белен для обучения юных моряков. 28 июня 2005 он принял участие в праздновании 200-летия Трафальгарской битвы. В 2010 году корабль отправился к берегам Восточной Африки для борьбы с сомалийскими пиратами.
6 апреля 2011 «Похьянмаа» захватил пиратское флагманское судно и два катера. На борту финские моряки изъяли множество автоматов, гранатомётов и огнестрельного оружия. 18 человек были арестованы, а их суда были затоплены. По решению Генерального прокурора Финляндии дело о 18 пиратах было передано под юрисдикцию Европейского союза.

## Фотографии

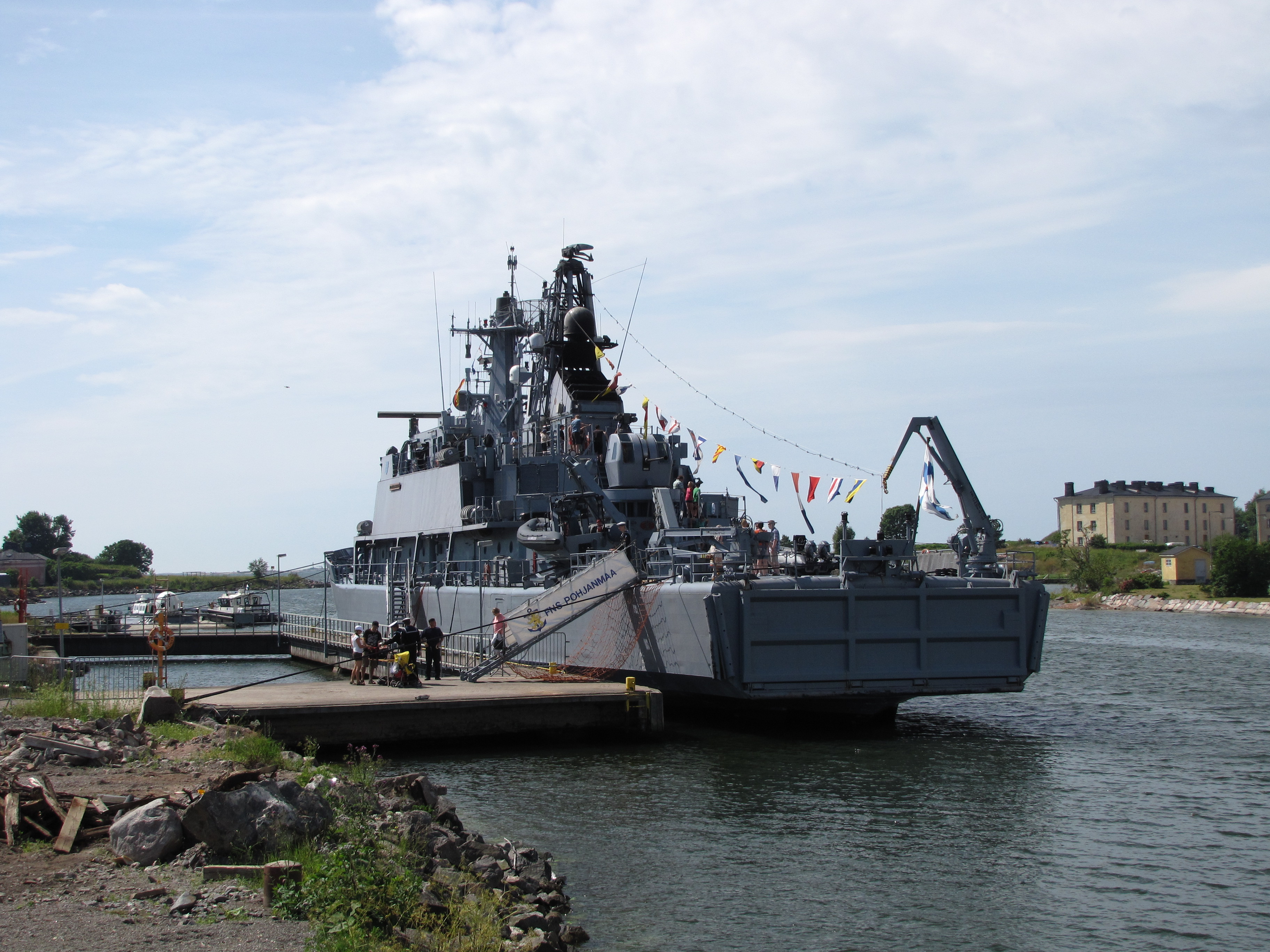
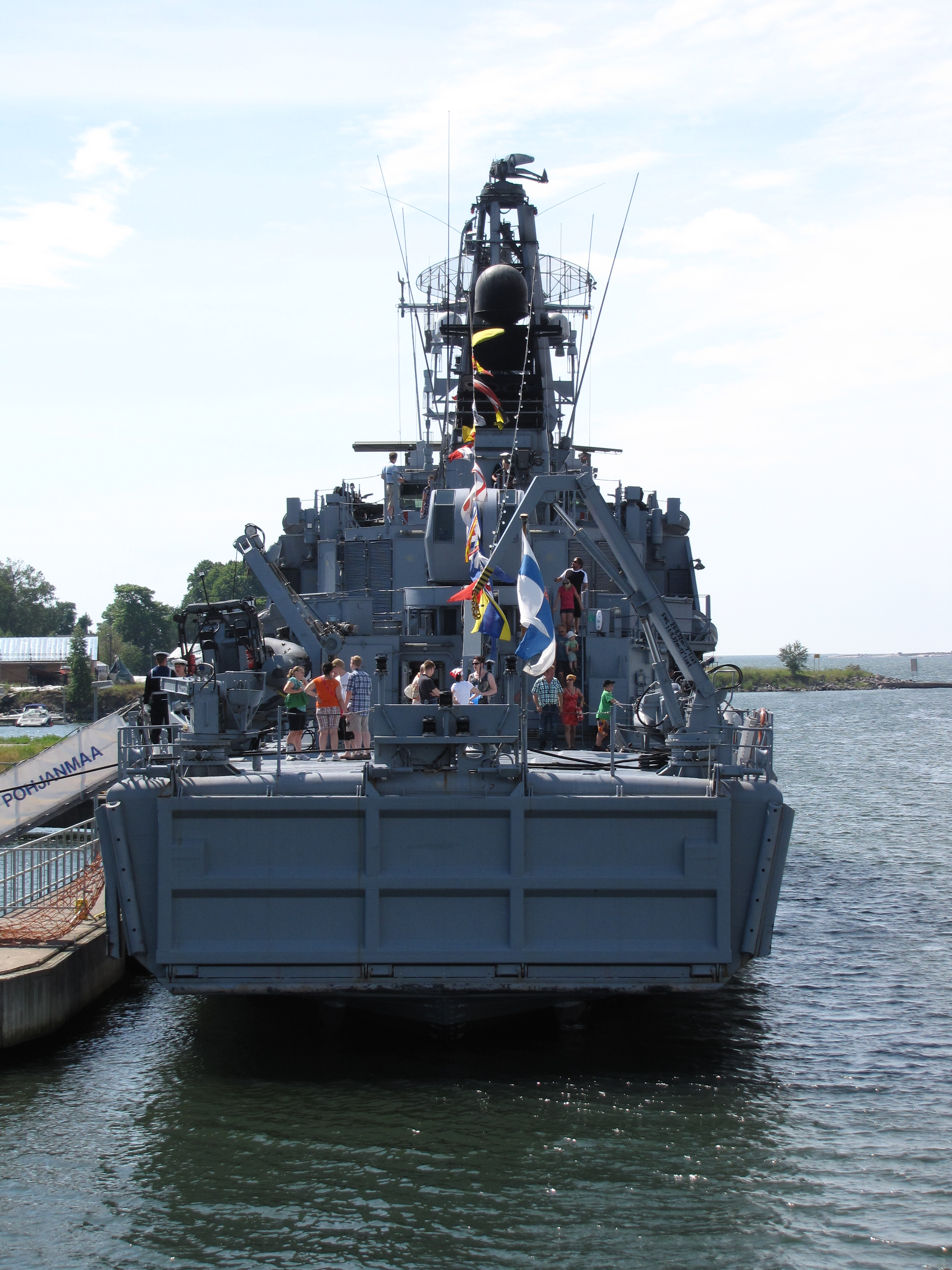
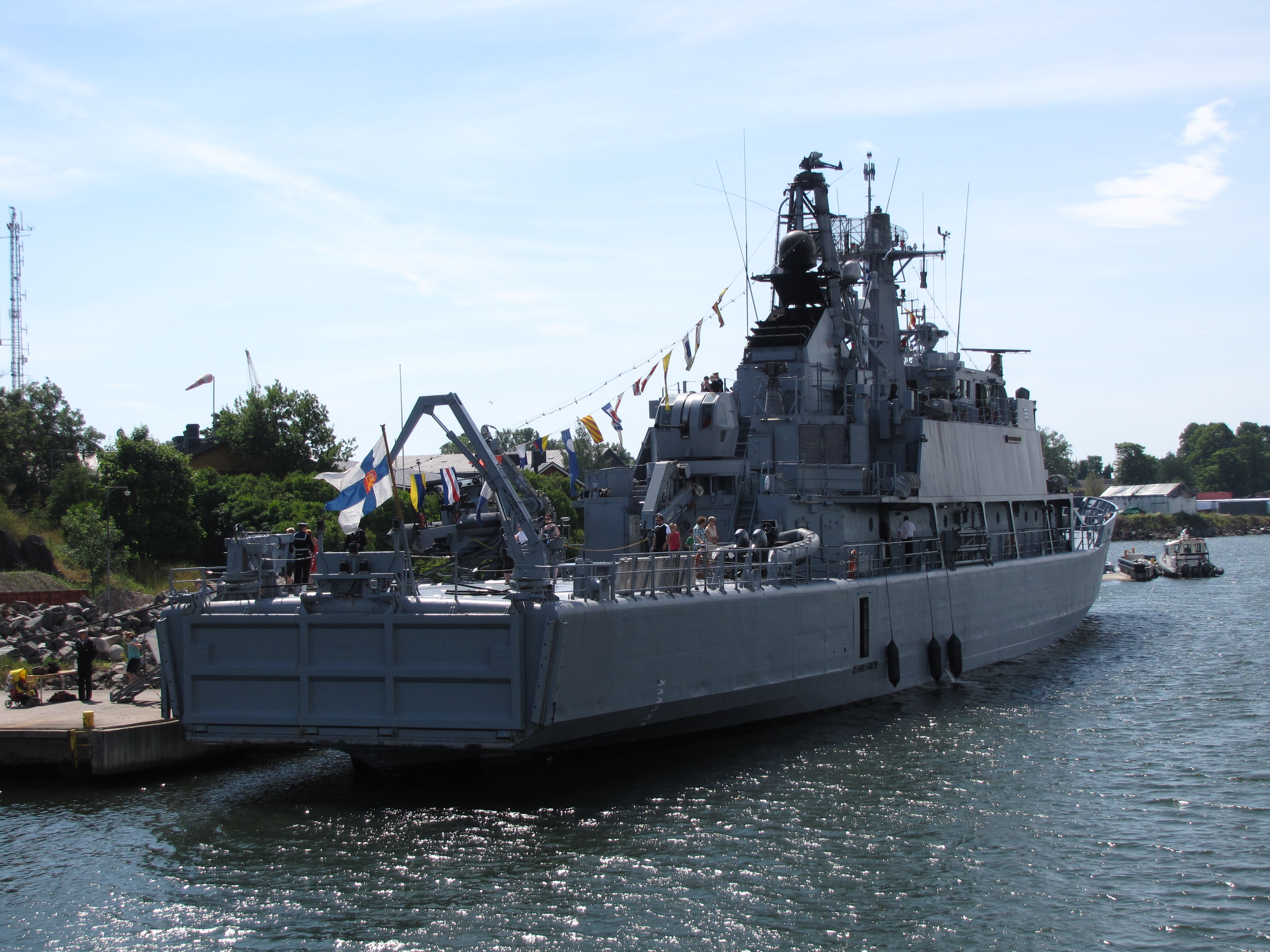
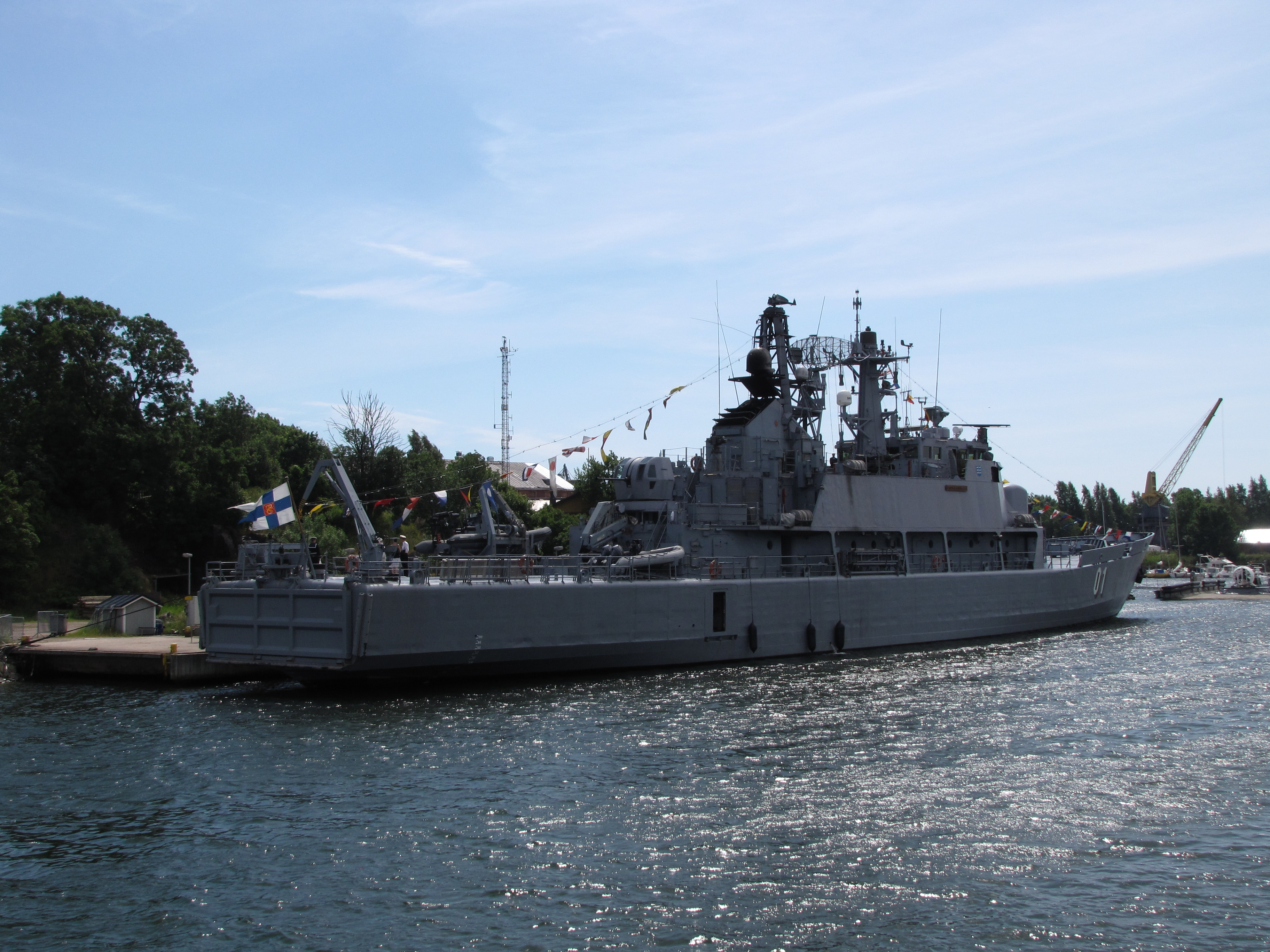
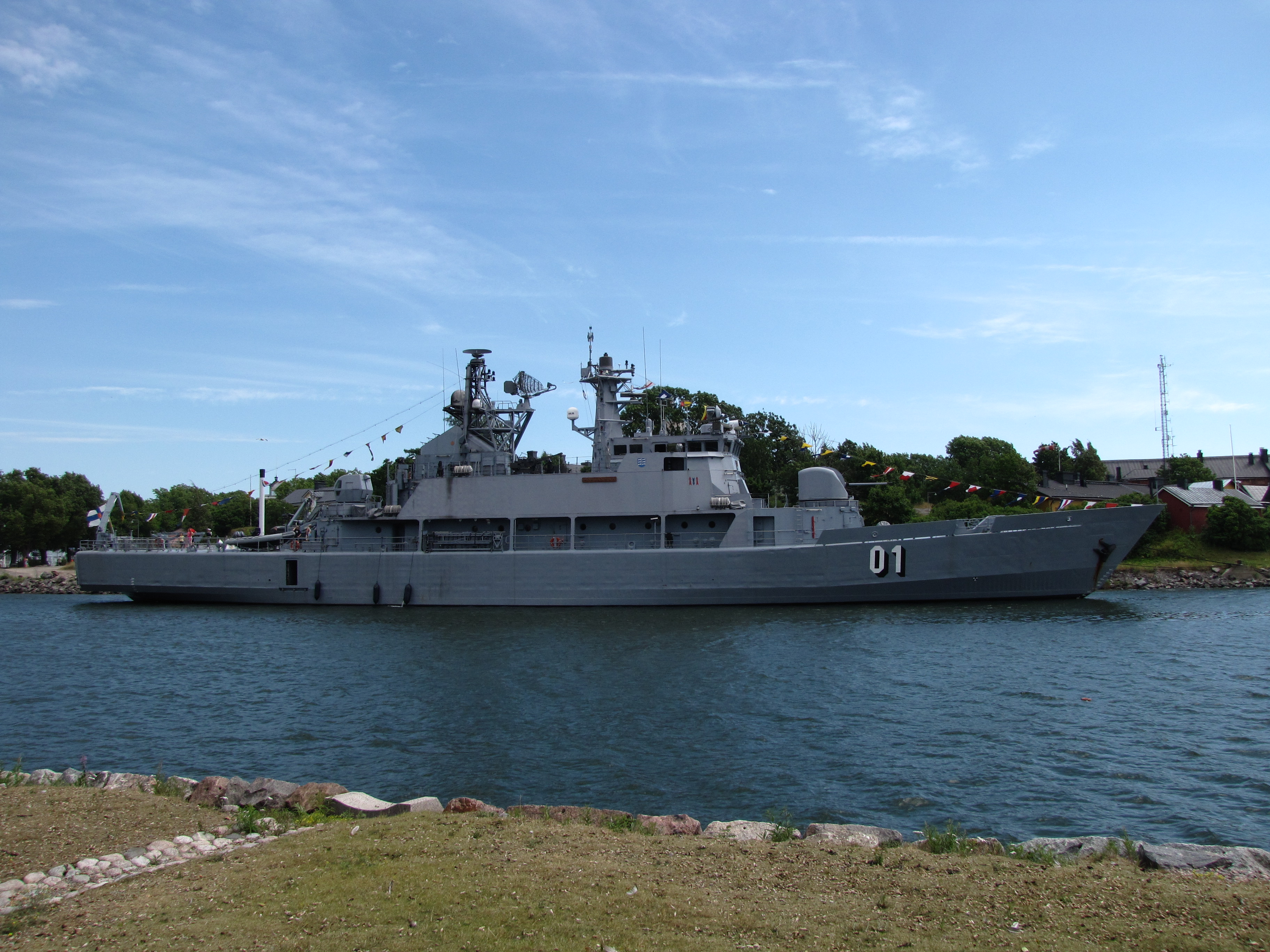